# Lomanoxia melloi
Lomanoxia melloi är en skalbaggsart som beskrevs av Zdzisława Stebnicka 1999. Lomanoxia melloi ingår i släktet Lomanoxia och familjen Aphodiidae. Inga underarter finns listade i Catalogue of Life.